# Régis Genaux
Régis Hervé Genaux (Charleroi, 31 de agosto de 1973 - Chaudfontaine, 8 de novembro de 2008) foi um futebolista e treinador de futebol belga.

## Carreira
Depois de atuar nas categorias de base do Charleroi entre 1981 e 1988, Genaux foi para o Standard de Liège neste último ano. Seria nos "Rouches" que o lateral-direito faria sua estreia como profissional em 1990, aos 17 anos. Em 7 temporadas no Standard, Genaux disputou 151 partidas, marcando apenas um gol. Gols, inclusive, não eram sua especialidade: em 12 anos de carreira profissional, somando passagens por clubes e pela Seleção Belga de Futebol (categorias sub-15, sub-16, sub-17, sub-18, sub-21 e principal), o lateral marcou apenas 2 vezes.
Em 1996, teve uma curtíssima passagem no Coventry City, que na época figurava na Premier League. Nos "Sky Blues", foram apenas quatro partidas, antes de assinar com a Udinese no ano seguinte. Permaneceu até 2003 na equipe italiana, com um intervalo de uma temporada por empréstimo no Standard, onde jogaria em apenas 4 oportunidades. Na Udinese, disputou 51 jogos. Problemas com lesões forçaram Genaux a se aposentar com apenas 29 anos.
Em 2004, passaria a ser treinador, comandando a equipe de base do La Louviére. Exerceria a mesma função no Verviétois, entre 2005 e 2006. Seu único trabalho como técnico de uma equipe profissional foi também em 2006, no Seraing.

## Seleção Belga
Entre 1988 e 1994, Genaux integrou as divisões de base da Seleção Belga. Foram 2 partidas na categoria sub-15, 10 na sub-16, 11 na sub-16 (um gol), 6 na sub-17 e 8 na sub-21.
Pela seleção principal, estreou em 1992. Embora fosse comparado a Eric Gerets, acabou não indo à Copa de 1994. Disputou ainda as eliminatórias para a Eurocopa de 1996 (a Bélgica não se classificou) e a Copa de 1998 (não foi convocado por Georges Leekens).
Esteve perto de ser convocado para a Eurocopa de 2000, mas uma lesão impediu que ele disputasse o torneio.

## Morte
Em 8 de novembro de 2008, Genaux foi encontrado morto em sua casa, na cidade de Chaudfontaine, aos 35 anos. A causa foi uma parada cardíaca em decorrência de uma embolia pulmonar.